# Załuże (rejon gródecki)
Załuże (ukr.  Залужжя) – wieś na Ukrainie w rejonie lwowskim (wcześniej w rejonie gródeckim) obwodu lwowskiego.

## Historia
W II Rzeczypospolitej wieś w powiecie gródeckim województwa lwowskiego.
10 kwietnia 1944 nacjonaliści ukraińscy z OUN-UPA zamordowali tutaj 30 Polaków.